# 澤米 (單位)
澤米（Zettametre，符號Zm）是一个长度单位。1 Zm＝1021米，或110,000光年。

## 可用1－10澤米丈量的距离
- 1.7澤米（约17.9万光年）——銀河系最大衛星星系大麦哲伦星云與地球之間的距离
- 2.0澤米（约21万光年） ——小麦哲伦云與地球之間的距离
- 2.8澤米（約30萬光年）——球狀星團NGC 2419與地球之間的距離
- 8.5澤米（约90万光年）——已知最遠的銀河系衛星星系狮子座I星系與地球之間的距离